# Kirkkosaari (ö i Kymmenedalen)
Kirkkosaari är en ö i Finland. Den ligger i sjön Vuohijärvi och i kommunen Kouvola i den ekonomiska regionen  Kouvola ekonomiska region  och landskapet Kymmenedalen, i den södra delen av landet, 150 km nordost om huvudstaden Helsingfors. Öns area är 2,6 hektar och dess största längd är 260 meter i nord-sydlig riktning.